# Анамакит (станция)
Анамаки́т — станция Северобайкальского региона Восточно-Сибирской железной дороги на Байкало-Амурской магистрали (1227 километр).
Находится на левобережье реки Анамакит (правый приток Верхней Ангары), в 2 км к востоку от её русла, в Северо-Байкальском районе Республики Бурятия.
Анамакит – на эвенкийском означает «лосиное место». Станция названа по реке.

## Пригородное сообщение по станции
| № поезда | Маршрут движения                  | № поезда | Маршрут движения                  |
| -------- | --------------------------------- | -------- | --------------------------------- |
| 6375     | Кюхельбекерская — Северобайкальск | 6376     | Северобайкальск — Кюхельбекерская |
| 6371     | Новый Уоян — Северобайкальск      | 6372     | Северобайкальск — Новый Уоян      |